# Celinnojei járás
A Celinnojei járás (oroszul Целинный район) Oroszország egyik járása az Altaji határterületen. Székhelye Celinnoje.

A Celinnojei járás az Altaji határterületen

## Népesség
- 1989-ben 21 297 lakosa volt.
- 2002-ben 19 888 lakosa volt.
- 2010-ben 16 403 lakosa volt.